# Романовка (Приморский край)
Рома́новка — село в Шкотовском районе Приморского края, входит в Романовское сельское поселение. Расположено на реке Суходол, в семи километрах от её впадения в бухту Суходол Уссурийского залива.

## История
Своим возникновением село обязано узкоколейной железнодорожной дороге, соединившей Владивосток с шахтёрским Сучаном.
Основано в 1885 году переселенцами из центральных губерний России, названо в честь военного инженера Романова Дмитрия Ивановича. В селении были построены две церкви, первая в 1890 году, а новая в 1910 году. Церковно-приходская школа с 1900 по 1907 год была одноклассной, а затем — 2-х классной. 24 июня 1919 года в селе произошло  серьёзное военное столкновение красных партизан с американскими интервентами. В результате чего американцы потеряли 19 человек убитыми и 27 ранеными. В 1957 году был образован военный совхоз. Занимались животноводством и растениеводством. В последующие годы хозяйство получало устойчивые урожаи зерновых и овощей, молока и мяса, в селе были построены детский сад, школа, дороги. Сегодня в Романовке работает ФСП «Романовское».
В советские годы в селе дислоцировалось множество воинских частей: части авиации Тихоокеанского флота, а также инженерный батальон в/ч 10540, ремонтный батальон в/ч 60299, 163-й Военно-морской лазарет, 543-й Радиопередающий центр.

## Население
| 1891  | 1896  | 1900  | 1912  | 1915 | 1926  | 2002  |
| ----- | ----- | ----- | ----- | ---- | ----- | ----- |
| 207   | ↗301  | ↗481  | ↗729  | ↗913 | ↗1225 | ↗2801 |
| 2006  | 2008  | 2010  | 2021  |      |       |       |
| ↘2598 | ↗2610 | ↘2399 | ↘1981 |      |       |       |

## Транспорт
Через село проходит автомобильная трасса А188 Угловое — Находка и железнодорожная ветка Угольная — Находка. Расстояние по дороге до Большого Камня составляет 21 км, до Владивостока — около 76 км.
Недалеко от деревни находятся два заброшенных аэродрома ВМФ — «Романовка» и «Пристань».

## История аэродромов Романовки
Первый аэродром был построен в черте села ещё в середине 30-х годов XX века, это был главный аэродром ВВС ТОФ в Приморье. В 1936 году на аэродроме дислоцируется 109-я тяжелая бомбардировочная эскадрилья на самолётах ТБ-1 и ТБ-3, 16-й отдельный авиационный транспортный отряд и штаб 125-й минно-торпедной авиационной бригады. В 1938 году бригада переформирована в 4-й минно-торпедный авиационный полк ВВС ТОФ на аэр. Романовка. На вооружении имелись самолёты ТБ-1, ТБ-3, Р-5, СБ, Р-5а и КР-6. В 1940 году бомбардировщики 4-го МТАП ТБ-1 и ТБ-3 заменены на ДБ-3 и переданы в 16-й транспортный отряд. В 1941 году стали поступать самолёты ДБ-3Ф. С 1943 года на аэродроме формируется 2-я минно-торпедная авиационная дивизия, с дислокацией: управление АД и 4-й МТАП (аэродром Романовка), 49-й МТАП (аэродром Новонежино), 52-й МТАП (аэродром Сергеевка), 27-й ИАП (аэродром Новонежино). В середине 1945 года в состав дивизии передан 36-й МТАП из 5-й минно-торпедной дивизии Северного флота и 43-й истребительный полк Черноморского флота, с дислокацией на аэродроме Романовка. На вооружении полков имелись самолёты Ил-4, ДБ-3Т, а также американские машины А-20G, P-39 и P-40.
Дивизия вступила в боевые действия против Японии 8 августа 1945 года. 15.09.45 г. Приказом ВГК № 0501 за отличие в борьбе с Японией 2-й МТАД было присвоено почётное наименование «Рананская».
В январе 1945 года на аэродроме Сергеевка была сформирована 35-я отдельная дальнебомбардировочная эскадрилья, состоящая из двух самолётов Б-29 и одного Б-25 американского производства. Цель данного мероприятия — изучение и перегонка тяжёлых бомбардировщиков Б-29 в Москву, где впоследствии в КБ А. Н. Туполева, методом обратной разработки, спроектируют его копию — самолёт Ту-4. Эскадрилья в начале лета перелетела в Романовку, так как Романовский аэродром имел хорошие подходы, тогда как большинство дальневосточных аэродромов окружены сопками. После перегонки американских машин в Москву эскадрилью не стали расформировывать, а  в декабре 1945 года её развернули в 64-й дальнебомбардировочный полк, на самолётах Ту-2, Ил-4 и Пе-2, и перебазировали на аэродром Унаши, а через два года - к месту постоянной дислокации в район Советской Гавани, на аэродром Май-Гатка.
В связи с тем, что в составе ВВС ВМФ СССР имелось две минно-торпедных дивизии с одним номером (2-я гв. МТАД ВВС ЧФ и 2-я МТАД ВВС ТОФ), во избежание путаницы в документах 2-я МТАД ВВС ТОФ, на основании Приказа Командующего ТОФ № 0025 от 21.12.46 г. была переименована в 3-ю минно-торпедную авиационную дивизию. Тогда же и по той же причине 4-й МТАП, входящий в её состав, был переименован в 44-й МТАП.
В 1952 г. лётный и технический состав 44-го и 49-го полков, входивших в состав 3-й МТАД, начал переучивание с поршневых А-20G и Ил-4 на реактивные торпедоносцы Ил-28 и Ту-14. Так как старый аэродром не позволял использовать реактивные торпедоносцы Ту-14 и Ил-28, управление дивизии и 44-й МТАП были передислоцированы с аэр. Романовка, а 49-й МТАП с аэродрома Новонежино на аэродром Западные Кневичи, где была построена новая бетонная полоса. Аэродром «Романовка» эпизодически использовался транспортной авиацией до конца 50-х годов, также с него работали буксировщики мишеней Ил-4.
Индекс аэродрома ZD2H
Магнитное склонение (расчётное) −10.1
Курс магнитный 089°/269°
Курс истинный — 079°/259°
Покрытие — грунт, легкосборное стальное аэродромное покрытие "Marsden matting" (пр. США) и К1Д (пр. СССР)
Взлётно-посадочная полоса 09/27 шириной — 75 метров, длиной — 1000 метров.
Второй аэродром «Пристань» (отдельная статья, см. ссылку) начал строиться приблизительно в середине 50-х годов XX века, под фронтовые бомбардировщики Ил-28. Это был аэродром с бетонным покрытием и капонирами, расположен в 10 км на запад от села, на небольшом полуострове между бухтой Суходол и бухтой Майтун (западный берег Уссурийского залива, напротив г. Владивостока). На аэродроме дислоцировалась разведывательная и штурмовая авиация ВМФ, а также полк палубных самолётов вертикального взлёта и посадки. Последним был расформирован 311-й отдельный морской штурмовой авиаполк 1 октября 1995 года, и аэродром после этого перестал функционировать.